# Under the Ladder
Under the Ladder è un singolo del cantante ucraino Mélovin, pubblicato il 18 gennaio 2018 come primo estratto dal primo album in studio Octopus.

## Descrizione
Scritto e composto dallo stesso artista, il brano è stato selezionato per Vidbir 2018, il processo di selezione nazionale per l'Eurovision Song Contest. Nella serata finale del programma è stato proclamato vincitore del programma, avendo ottenuto il massimo dei punteggi da parte pubblico e arrivando secondo nel voto delle giurie. Questo gli ha concesso il diritto di rappresentare l'Ucraina all'Eurovision Song Contest 2018, a Lisbona, in Portogallo.
Il brano ha gareggiato nella seconda semifinale del 10 maggio 2018, dove si è classificato sesto, qualificandosi per la finale del 12 maggio. Nella finale si è classificato diciassettesimo su ventisei partecipanti, ottendendo 130 punti, dei quali 119 dal televoto. 

## Tracce
Testi e musiche di Kostjantyn Bočarov.
1. Under the Ladder – 2:59

## Classifiche
| Classifica (2018) | Posizione massima |
| ----------------- | ----------------- |
| Ucraina           | 46                |